# Machimus scarbroughi
Machimus scarbroughi är en tvåvingeart som beskrevs av Joseph och Parui 1986. Machimus scarbroughi ingår i släktet Machimus och familjen rovflugor. Inga underarter finns listade i Catalogue of Life.